# ヨナタン・レゲア
ジョナタン・フェルナン・ジャン・ルジャル（Jonathan Fernand Jean Legear, 1987年4月13日 - ）は、ベルギー・リエージュ出身のサッカー選手。URSLヴィゼ所属。ポジションはMF。ベルギー代表

## 経歴

### クラブ
1987年、ベルギーのリエージュにて生まれる。8歳の頃にJSティエール＝ア＝リエージュに入団してサッカーを始めた。2003年から2004年には強豪のRSCアンデルレヒトのユースに在籍して、同年アンデルレヒトとプロ契約をした。アンデルレヒトでは2011年まで在籍することになるが、在籍期間中に122試合に出場し19ゴールをあげた。2011年8月下旬、ロシア・プレミアリーグ所属のFCテレク・グロズヌイに3年契約で移籍をした。2013-2014シーズン後半はKVメヘレンでプレー。2014年11月4日、チャンピオンシップのブラックプールFCと延長オプション付きでシーズン終了までの契約を結んだ。翌年2月2日、かつてユース時代を過ごしたスタンダール・リエージュに1年半の契約で移籍した。

### 代表
2010年10月10日、EURO2012予選のカザフスタン戦でベルギー代表デビューを果たした。

## タイトル

### クラブ
RSCアンデルレヒト
- ジュピラー・プロ・リーグ 2005-06, 2006-07, 2009-10, 2010-11
- ベルギーカップ 2007-08
- ベルギー・スーパーカップ 2007, 2010